# 연덕부원대군
연덕부원대군(延德府院大君, ? - ?)은 고려 후기의 왕족이다. 충렬왕의 손자이며 강양공 자의 아들로, 단양대군, 심양왕 왕고의 동생이다. 또 그의 딸은 공양왕의 어머니인 국대비 왕씨이다. 이름은 왕훈(王塤)이다.
충선왕 때 연덕군(延德君)으로 책봉되었다가 충숙왕 즉위 후 연덕부원대군으로 진봉되었다. 그는 한때 위사 김영장의 처를 간음하여 순군에 감금되었는데, 당시 심양왕으로 있던 형 왕고가 원나라의 위세로 고려 조정에 압력을 행사하여 석방되었다.

## 가계
- 아버지 : 강양공(江陽公)
- 어머니 : ?
  - 딸 : 국대비 왕씨(國大妃 王氏)

## 같이 보기
- 왕고
- 충렬왕
- 충선왕
- 단양대군